# Pavel Ippolitovič Kutajsov
Conte Pavel Ippolitovič Kutajsov (in russo Павел Ипполитович Кутайсов?; 11 gennaio 1837 – Ekaterinodar, 5 luglio 1911) è stato un politico e generale russo.

## Biografia
Era il figlio di Ippolit Pavlovič Kutajsov (1808-1849), e di sua moglie, la principessa Natal'ja Aleksandrovna Urusova (1812-1881). Era il nipote del conte Pavel Ivanovič Kutajsov, il principe Aleksandr Michajlovič Urusov, del Cancelliere Aleksandr Michajlovič Gorčakov e della principessa Sof'ja Aleksandrovna Urusova.

## Carriera
Dopo la laurea, nel 1863 fu aiutante di campo presso le truppe della provincia di Kutajsov, nel 1865 fu Capo di Stato Maggiore delle truppe come governatore generale.
Dal 1866 ricoprì incarichi speciali per il comandante in capo dell'esercito del Caucaso, dal 1871 fu addetto militare a Londra, dove rimase fino al maggio 1873. Il 14 maggio dello stesso anno fu nominato governatore di Nižnij Novgorod, carica che ricoprì fino al 5 gennaio 1880.
Dal 1884 divenne membro del Consiglio dei ministri degli Interni. Nel 1888 venne promosso tenente generale. Nel 1896 divenne membro del Senato. Nel 1900 venne promosso generale di fanteria. Nel 1903 fu comandante del Distretto Militare di Irkutsk, carica che mantenne fino al 1905.

## Matrimonio
Sposò Ol'ga Vasil'evna Daškova (1844-1921), figlia di Vasilij Andreevič Daškov. Ebbero cinque figli:
- Aleksandr Pavlovič (1869-1927);
- Vladimir Pavlovič (1871-1920);
- Elizaveta Pavlovna (1875-1916), sposò Nikolaj Aleksandrovič Rebinder;
- Kostantin Pavlovič (1876-1923);
- Natal'ja Pavlovna (1881-1959), sposò il conte polacco Vladislav Novickij.